# Alexander von Gemmingen
Alexander Franz Dietrich von Gemmingen (* 28. Dezember 1838 in Eßlingen; † 5. Oktober 1913 in Stuttgart) war württembergischer Forstbeamter und Kammerherr.

## Leben
Er entstammte dem 2. Unterzweig (Stuttgart) des Zweigs Guttenberg/Fürfeld der Familie der Freiherren von Gemmingen-Guttenberg und war der Sohn des Oberamtsrichters Karl von Gemmingen (1804–1885) und der Beatrix von Fahnenberg (1812–1898). Er besuchte die Volksschule in Gaildorf und wurde dort auch von einem Hauslehrer erzogen. Nachdem sein Vater ans Oberamtsgericht nach Heilbronn wechselte, besuchte er das Heilbronner Gymnasium, von 1854 bis 1857 dann das Lyzeum in Öhringen. Von Herbst 1857 bis Herbst 1858 war er Praktikant bei Stadtförster Merz in Ellwangen, bevor er von 1858 bis 1860 die Forstakademie Dresden und bis 1861 die Forstakademie Hohenheim (Stuttgart) besuchte. 
Nach der ersten Dienstprüfung war er 1862 Forstreferendar beim Forstamt in Neuenbürg, 1863 technischer Gehilfe im Revier Herrenalb und Praktikant im Forstamt in Altensteig. Nach der zweiten Dienstprüfung war er 1864 provisorischer Forstamtsassistent in Weingarten, im Dezember des Jahres erhielt er eine feste Assistentenstelle in Zwiefalten. 1865 wechselte er zurück nach Weingarten, wo er 1867 Revieramtsverweser wurde. 1868 wurde er Revierförster in Wachbach. 1873 wechselte er zum Revieramt Maulbronn, wo er 1879 Oberförster wurde. 1884 wurde er zum Kammerherrn ernannt. 1886 wurde er auf das Revieramt Comburg bei Hall versetzt und trat 1889 in den Ruhestand, den er in Stuttgart verlebte.
Aufgrund seiner Stellung als Kammerherr nahm er verschiedene Aufgaben am württembergischen Hof wahr. Beispielsweise leistete er Ehrendienst anlässlich der Vermählung der Herzogin Maria Isabella von Württemberg mit Prinz Johann Georg von Sachsen im Jahr 1894.

## Auszeichnungen
- Württembergische Erinnerungs-Medaille in Silber (1869)
- Ritterkreuz I. Klasse des Friedrichsordens (1889)
- Komturkreuz II. Klasse des Albrechtsordens (1894)

## Familie
Er war ab 1869 verheiratet mit Hedwig von Degenfeld-Neuhaus (1845–1903), einer Tochter des Generalleutnants a. D. und Reichstagsabgeordneten Alfred von Degenfeld (1816–1888). Aus der Ehe gingen folgende Kinder hervor:
- Beatrix Auguste (1871–1957) ⚭ Hans von Rantzau (1860–1930)
- Karl Alfred (1877–1962), württembergischer Kammerherr
- Dietrich Alfred (1879–1955), württembergischer Hofmarschall